# Ryszard Sziler
Ryszard Tadeusz Sziler (ur. 1 września 1950 r. w Jarosławiu) – pisarz i artysta plastyk.
Urodził się w 1950 roku w Jarosławiu. Studiował filologię polską na WSP w Rzeszowie i UJ w Krakowie, jednak jego prawdziwą pasją stały się sztuki plastyczne. Był jednym z założycieli i głównym grafikiem kwartalnika regionalnego „Kot”. Zajmuje się grafiką, malarstwem, rzeźbą, pisaniem ikon i repuserstwem, a także twórczością literacką. Na stałe związany z Podkarpaciem, mieszka w Kolbuszowej.
Malarstwo i grafika
W swojej różnorodnej twórczości koncentruje się wokół motywów związanych z polską historią, tradycją i przyrodą. Jego grafiki i obrazy od wielu lat wykorzystywane są do ilustrowania licznych tomików poezji m.in. o. Cherubina Pająka „Słodycz Itaki”, „Szarość w blasku”, „Szepty duchowego rozeznania”, Mateusza Pieniążka „Szepty i głosy”, „Lamentacje-koncert polski”, „Wizyty domowe”, Pawła Artomiuka „Utopia”, Kseni Szczepanik-Ładygin „Widok z okna” i wielu innych. Jego prace wielokrotnie pojawiały się również na okładkach książek autorstwa Józefa Sudoła i Wojciecha Mroczki. Jego grafiki jako ilustracje wykorzystała także przyjaciółka artysty, pisarka żydowska Miriam Akavia. Ryszard Sziler na stałe współpracuje z krakowskim "Wydawnictwem Miniatura".
Wernisaże jego dzieł miały miejsce w Miejskim Ośrodku Kultury w Przeworsku (1999 r.), galerii "Magnez" w Przeworsku (2000 r.), oddziale „Civitas Christiana” w Rzeszowie (2000 r.), w „Synagodze” - Galerii Sztuki w Lesku (2002 r.), a także w Galerii Sztuki Bieszczadzkiego Domu Kultury w Lesku (2003 r.) Jego prace były również prezentowane w rzeszowskich, krakowskich i bieszczadzkich galeriach sztuki. Jedna z prac pt. „Z wędrówek po grudniu” uzyskała honorowe wyróżnienie na IV Międzynarodowym Biennale Sztuk Plastycznym w Krakowie.
Plakaty
Jest autorem wielu plakatów, m.in. dla Wojewódzkiego Domu Kultury w Rzeszowie, Muzeum Etnograficznego w Krakowie oraz Polskiego Towarzystwa Archeologicznego i Numizmatycznego w Krakowie.
Repuserstwo
Malowane i repusowane przez niego ikony znajdują się w wielu kościołach i kaplicach na terenie Polski, m.in. w Kościele Opatrzności Bożej w Rzeszowie, Kolegiacie Wszystkich Świętych w Kolbuszowej i kaplicy Katolickiego Uniwersytetu Lubelskiego. Jedna z jego ikon została wręczona Ojcu Świętemu - Janowi Pawłowi II w czasie jego pobytu w Sandomierzu.
Twórczość literacka
W 2013 r. w krakowskim "Wydawnictwie Miniatura" ukazała się książka pt. "Księga zamyśleń", będąca wyborem literackiej twórczości Ryszarda Szilera.